# 天主教阿爾圖納-約翰斯敦教區
天主教阿爾圖納-約翰斯敦教區（拉丁語：Dioecesis Altunensis-Johnstoniensis）是美國一個羅馬天主教教區，屬費城總教區。阿爾圖納教區成立於1901年5月20日，1957年10月9日易名。
範圍包括賓夕法尼亞州中南部七縣，教座位於阿爾圖納。2006年有教友103,694人（佔轄區總人口16.1%）、九十七個堂區、189名司鐸。現任教區主教馬爾谷·良德·巴特策克。